# Orte
|  | Per a altres significats, vegeu «Orte (Grècia)». |

Orte és una ciutat d'Itàlia a la regió del Laci, província de Viterbo. Té uns 8500 habitants (120 h/km²) i es troba a 134 metres sobre el nivell del mar.

## Història
Horta o Hortanum va ser una antiga ciutat d'Etrúria, a la dreta del Tíber prop de la confluència amb el Nar (avui Nera). Nomes la mencionen Plini el Vell i Pere Diaca, que ho fa juntament amb altres ciutats (Sutrium, Polimàrcium, Ameria) i pobles dels dos costats del Tíber. Probablement el seu nom derivava de la deessa etrusca Horta. Prop de la ciutat (a uns 6 km) hi havia el llac Vadimonis escena de les decisives batalles que els etruscs van perdre davant dels romans els anys 310 aC i 283 aC. La Via Amerina travessava el Tíber just per sota d'Horta, on encara hi han les restes d'un pont romà.
Va ser un municipi romà al segle i aC En temps dels llombards era un comtat. L'Imperi Romà d'Orient hi va construir fortificacions. Al segle iv era la seu d'un bisbe que al segle ix va fer construir una catedral que després es va anomenar de Santa Maria Assunta. Al mateix segle els àrabs la van atacar i ocupar però en van ser expulsats l'any 914. La comuna va estendre el seu control sobre el territori, en contraposició al domini eclesiàstic de Narni i de l'abadia de Farfa. A partir del segle xii va començar el desenvolupament i la prosperitat i en els segles següents va ampliar la seva població. Al segle xv l'augment del poder del Papa i les epidèmies van reduir la seva població, especialment des del 1524 quan es va enfonsar el pont sobre el riu Tíber i la construcció d'un nou pont a Ponte Felice. Durant els segles XVI a XVIII la crisi econòmica va incrementar el latifundi ramader i van ascendir algunes famílies que van construir palaus al centre històric. En aquests temps era la seu d'un govern pontifici a Toscana. El seu desenvolupament modern es va iniciar el 1864 amb la construcció de la via de tren.